# 우디족

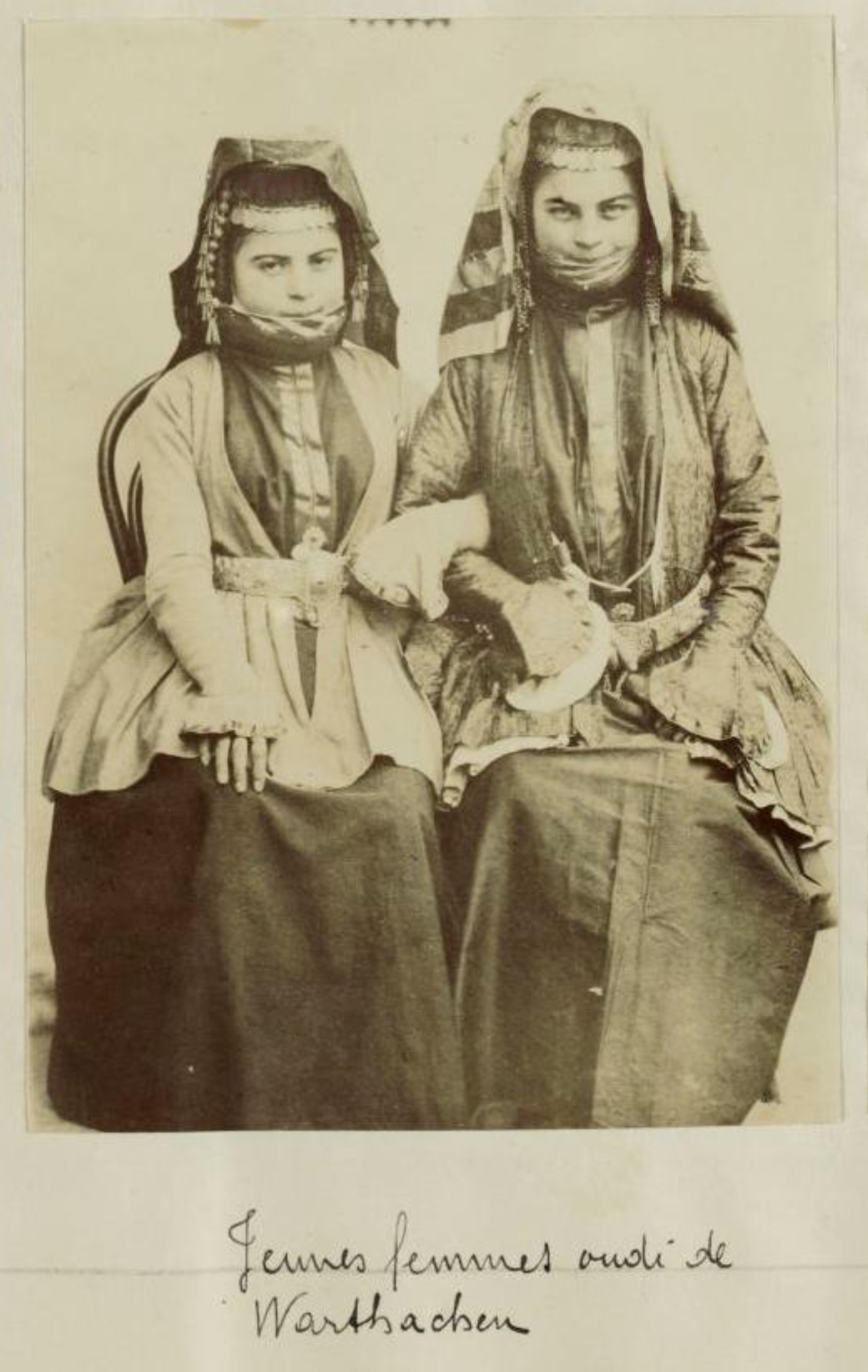
바르타셴의 우디족 여인들 (1900년)

우디족(Udi, 러시아어: Удины)은 캅카스의 원주민족의 하나로, 오늘날 아제르바이잔과 러시아, 기타 구소련 국가 등에 거주하고 있으며 총 인구는 약 1만 명이다. 북동캅카스어족에 속하는 우디어를 구사하며, 종교는 대부분 기독교(동방 정교회)이다.
고대에 캅카스 알바니아를 이루던 26개 부족의 하나였다고 추정되며, 중세 아르메니아 측의 기록에서 자주 언급된다. 캅카스 알바니아의 언어와 종교를 보존하고 있는 유일한 후예로 여겨진다. 주변 국가의 통치를 거치며 일부는 아제리인, 아르메니아인, 조지아인 등에 동화되었다.
1991년 기준 우디족의 주요한 거주지로 아제르바이잔의 바르타셴(Vartashen)과 니즈(Nij), 그리고 조지아의 지노비아니(Zinobiani)가 있었다. 그러나 아르메니아 사도 교회를 따르고 아르메니아식 성씨를 사용하던 바르타셴의 우디족은 대부분 나고르노-카라바흐 분쟁 동안 아르메니아인들과 함께 아르메니아로 떠났고, 마을의 이름은 아제르바이잔식인 오구스(Oğuz)로 바뀌었다. 조지아의 지노비아니는 1920년대 바르타셴에서 이주한 우디족 난민들이 세운 마을이다.

## 같이 보기
- 인길로이인
- 캅카스 알바니아
- 캅카스 알바니아 교회